# ラムラル・ジョシ
ラムラル・ジョシ(ネパール語: রামলাল জোশী、 英語: Ramlal Joshi)はネパール出身のノンフィクション作家、教師。2016年にノンフィクション作品集『鏡(ऐना, Aina)』でマダン賞を受賞した。主にネパール語での執筆活動を行っている。

## 経歴・人物
ネパール西部の都市ダンガティを拠点に活動。地元で教員を務めている。2001年に詩集『Hatkela ma Aakash』を出版。自身2作目となる『鏡(ऐना, Aina)』でマダン賞を受賞した。自身が影響を受けた作品として レクナス・ポウデルの『タルン・タパスウィ』と ラクシュミ・プラサド・デヴコタの『ムナ・マダン』を挙げている。好きな作家は、ビシュエシュワル・プラサード・コイララ、 ラメシュ・ビカール。

## 作品リスト
日本語に翻訳された作品は2020年12月現在、存在しない。

### 詩集
- 『手のひらの中にある空(हातकेला मा आकाश, Hatkela ma Aakash)』- 伝統的な形式の詩「ガザール」を集めた詩集[3]。

### ノンフィクション作品
- 『鏡(ऐना, Aina)』(2016) - ネパール西部に住む貧しい人々を題材とする20作品から構成。

### 小説
- 『女友達 (सखी, Sakhee)』(2018)- 自身初の小説。ネパールで伝統的な児童労働「カムラリ」に苦しむ少女の成功譚を描く。[4]